# Trois sœurs (opéra)
Pour les articles homonymes, voir Three Sisters et Trois sœurs.
Trois sœurs (hongrois : Tri sestry) est un opéra en trois séquences composé par Péter Eötvös sur un livret de Claus H. Henneberg et lui-même, adapté depuis Les Trois Sœurs de 1901 de Tchekhov et représenté pour la première fois le 13 mars 1998 à l'Opéra national de Lyon qui en avait été le commanditaire.

## Historique
L'Opéra national de Lyon, par son directeur Jean-Pierre Brossmann et son chef d'orchestre Kent Nagano, confie à Péter Eötvös l'écriture d'un opéra. Celui-ci démarre son travail dix ans avant la date de création de l'ouvrage, en 1998. Il choisit d'adapter la pièce d'Anton Tchekov avec l'aide du dramaturge allemand Claus H. Henneberg et de la remanier dans une version inédite proposant une temporalité spécifique, pour en « souligner des moments ». Trois sœurs est le premier opéra du compositeur, après quelques tentatives lyriques comme l'opéra de chambre Radamès de 1976.
Trois sœurs est créé à l'Opéra national de Lyon le 13 mars 1998, sous la direction de Kent Nagano, mis en scène par Ushio Amagatsu, avec Dietrich Henschel dans le rôle de Tuzenbach. La mise en scène; novatrice pour l'époque, s'inspire des onnagata, personnages du théâtre traditionnel japonais, le Kabuki. La mise en scène et la distribution masculine rappellent en cela le nô ; est également employé le butō pour la danse. Tous les rôles sont prévus pour des hommes, et surtout les quatre principaux, tous féminins, qui sont confiés à des contreténors, qui reproduisent la gestuelle tirée des personnages féminins de ce type de théâtre. Deux chefs d'orchestre sont nécessaires pour diriger d'une part celui de la fosse, avec dix-huit instruments, et celui du fond de scène, de cinquante musiciens. L'accueil du public lors de ces représentations est positif, mais également de la part de la critique. Cette production donne lieu à un enregistrement audio.
L'opéra, qui a contribué à la reconnaissance de Péter Eötvös comme compositeur, depuis entré au répertoire lyrique international, est remonté plusieurs fois rapidement après sa création dans de nouvelles productions, en France à Paris, mais aussi en Belgique, aux Pays-Bas et en Allemagne. Une reprise de la production originelle au théâtre du Châtelet a lieu en 2001. À Zurich en 2013, à l'Opernhaus, Michel Boder dirige sept représentations de l'opéra. Cinq représentations d'une production à l'Opéra de Vienne se déroulent en mars 2016, dirigées par Péter Eötvös et mises en scène par Yuval Sharon. L'Opéra de Francfort accueille en 2018 sept représentations en version contre-ténor d'une production dirigée par Dennis Russell Davies et mise en scène par Dorothea Kirschbaum. En mars 2020, trois dates de l'opéra sont de nouveau données à l'Opéra de Vienne, repris de la production de 2016. Le compositeur y dirige encore l'orchestre mais la mise en scène est cette fois assurée par Jonathan Stockhammer.
Péter Eötvös continue par ailleurs de s'inspirer de l'œuvre d'Anton Tchekov dans d'autres ouvrages, dans des genres différents de l'art lyrique, tels que Replica pour alto et orchestre, créée en mars 1999.

## Description
Trois sœurs est un opéra, qualifié par le compositeur de « madrigal à treize voix », en trois séquences en russe, originellement prévu en allemand, qui est traduit en fonction du lieu de représentation, comme en allemand pour les pays germanophones et en hongrois lors de productions à Budapest et Zagreb. Reprise de la pièce de Anton Tchekhov écrit en 1900, le compositeur s'est approprié l'histoire en ne suivant pas scrupuleusement le récit mais plutôt en restructurant l'ouvrage à sa façon. Doté d'un prologue qui correspond à la fin de la pièce originelle, l'opéra est distribué en trois « séquences » qui suivent l'histoire du point de vue d'Irina, puis de son frère André et enfin de sa sœur Macha, et vingt-cinq numéros. Ces séquences, qui permettent de se départir de la logique chronologique de l'acte, montrent les événements qui ont été racontés lors du prologue, à chaque fois sous un angle différent, suivant les trois personnages. Le livret reprend les lignes écrites par Anton Tchekov mais se libère de sa chronologie et remanie le déroulement de l'action, qui, sans la dénaturer, offre une nouvelle perspective à l'œuvre originale au lieu d'une simple réécriture. Le compositeur transforme les quatre actes en trois séquences et réarrange les scènes entre elles, offrant une nouvelle dramaturgie au récit. Par exemple, le traitement de l'optimisme dans la pièce initiale fait l'objet d'une dérision dans l'opéra, comme dans l'air d'André dans la scène 20, raillant avec ironie l'avenir qui s'offre à lui.
La distribution des voix (par ailleurs entièrement masculine) des quatre rôles féminins — des trois sœurs et de leur belle-sœur — sont prévus pour des contre-ténors. Le rôle féminin d'Anfissa, une vieille bonne, est quant à lui prévu pour une basse. Le parlando, ou le Sprechgesang, est employé à plusieurs reprises par le compositeur. La partition est quant à elle séparée en deux orchestres, un, traditionnel mais réduit avec notamment un accordéon, dans la fosse et un autre plus développé en coulisse. Chaque personnage y a d'ailleurs un instrument attribué et reconnaissable : pour Irina, un cor anglais ; Macha, des clarinettes ; Olga, une flûte ; Andreï, un basson ; Natacha, un saxophone. L'accompagnement de tous les chanteurs par un instrument défini et exclusif permet au spectateur de déceler les différences psychologiques qui se dévoilent entre les personnages et d'ajouter du corps à l'intrigue, par exemple en évoquant subtilement la belle-sœur par un saxophone lorsque les trois sœurs en parlent entre elles. Par ailleurs, un système électronique permet de diffuser des bruits et d'amplifier des instruments, notamment l'accordéon.

### Rôles
Les rôles de Trois sœurs comprennent les personnages suivants, :
| Rôle      | Tessiture   | Créateur                |
| --------- | ----------- | ----------------------- |
| Irina     | contreténor | Oleg Riabets            |
| Mascha    | contreténor | Vyatcheslav Kagan-Paley |
| Olga      | contreténor | Alain Aubin             |
| Natasha   | contreténor | Gary Boyce              |
| Doctor    | ténor       |                         |
| Rodé      | ténor       |                         |
| Fedotik   | ténor       |                         |
| Andrei    | baryton     | Albert Schagidullin     |
| Vershinin | baryton     | Wojtek Drabowicz        |
| Tusenbach | baryton     |                         |
| Soljonij  | basse       | Denis Sedov             |
| Kulygin   | basse       | Nikita Storojev         |
| Anfisa    | basse       | Jan Alofs               |

### Instrumentation
L'instrumentation de Trois sœurs comprend l'effectif détaillé suivant :
- Vents : 3 flûtes, 3 hautbois, 4 clarinettes, basson ;
- cuivres : saxophone soprano, 4 cors, 3 trompettes, 3 trombones, tuba ;
- 4 percussionnistes, 2 claviers électroniques, accordéon ;
- cordes : 9 violons, 8 violons II, 7 altos, 7 violoncelles, 5 contrebasses.

## Enregistrements
- Les Trois Soeurs, Deutsche Grammophon, 2001, dir. Kent Nagano et Peter Eötvös, avec l'orchestre de l'Opéra de Lyon, DGG 459 694-2, 1 CD[13].
- Tri sestry, Oehms Classics, 2020, enregistrement de la production de Francfort en 2018, OC 986, 2 CD[14].

### Ressources
- Ressources relatives à la musique :   - AllMusic
  - BRAHMS
  - MusicBrainz (œuvres)
- Notices d'autorité :   - VIAF
  - BnF (données)
  - IdRef
  - LCCN
  - GND
  - Pologne